# Lista de episódios de Arrow
A seguir se apresenta a lista de episódios de Arrow, uma série de televisão na qual apresenta Oliver Queen, um homem que, depois de cinco anos preso em uma ilha hostil, volta para casa e se torna um herói empunhando um arco e flecha chamado de Arqueiro Verde. Arrow é uma série de drama, aventura, ação e ficção científica transmitida no canal de televisão The CW nos Estados Unidos. Desenvolvida por Greg Berlanti e Andrew Kreisberg, a série é gravada em Vancouver, Colúmbia Britânica, no Canadá. O elenco principal da série é constituído por diversos atores. Eles são: Stephen Amell, David Ramsey, Willa Holland, Paul Blackthorne, Katie Cassidy, Emily Bett Rickards, Echo Kellum, Rick Gonzalez e Juliana Harkavy, que respectivamente interpretam Oliver Queen / Arqueiro Verde, John Diggle / Espartano, Thea Queen / Speedy, Quentin Lance, Laurel Lance / Sereia Negra, Felicity Smoak / Observadora, Curtis Holt / Senhor Incrível, Rene Ramirez / Cão Raivoso e Dinah Drake / Canário Negro.
O primeiro episódio, "Pilot", foi emitido na noite de 10 de outubro de 2012 e foi assistido por 4.14 milhões de telespectadores, um número ótimo para uma estreia de série. Os episódios seguintes também não decepcionaram a nível de audiência. No dia 2 de maio de 2013, a emissora The CW garantiu a série uma renovação para uma segunda temporada. Um dos fatores que deram um ótimo reconhecimento para a série foi a ampla aclamação pela crítica especialista, uma vez que recebeu a avaliação de 73/100 do site agregador de arte Metacritic.
O último episódio da série foi exibido no dia 28 de janeiro de 2020, No total foram exibidos 170 episódios ao longo de 8 temporadas.

## Resumo
| Temporada | Temporada | Episódios | Episódios | Originalmente exibido | Originalmente exibido | Nielsen ratings | Nielsen ratings                       |
| Temporada | Temporada | Episódios | Episódios | Estreia da temporada  | Final da temporada    | Rank            | Média de telespectadores (em milhões) |
| --------- | --------- | --------- | --------- | --------------------- | --------------------- | --------------- | ------------------------------------- |
|           | 1         | 23        | 23        | 10 de outubro de 2012 | 15 de maio de 2013    | 130             | 3.68                                  |
|           | 2         | 23        | 23        | 9 de outubro de 2013  | 14 de maio de 2014    | 128             | 3.28                                  |
|           | 3         | 23        | 23        | 8 de outubro de 2014  | 13 de maio de 2015    | 135             | 3.52                                  |
|           | 4         | 23        | 23        | 7 de outubro de 2015  | 25 de maio de 2016    | 145             | 2.90                                  |
|           | 5         | 23        | 23        | 5 de outubro de 2016  | 24 de maio de 2017    | 147             | 2.21                                  |
|           | 6         | 23        | 23        | 12 de outubro de 2017 | 17 de maio de 2018    | 181             | 1.76                                  |
|           | 7         | 22        | 22        | 15 de outubro de 2018 | 13 de maio de 2019    | 172             | 1.58                                  |
|           | 8         | 10        | 10        | 15 de outubro de 2019 | 28 de janeiro de 2020 | 120             | 1.52                                  |

## Episódios

### 1ª temporada (2012–2013)
| N.º na série | N.º na temp. | Título                                                                   | Dirigido por    | Escrito por                                                                                      | Exibição original       | Audiência (milhões) |
| ------------ | ------------ | ------------------------------------------------------------------------ | --------------- | ------------------------------------------------------------------------------------------------ | ----------------------- | ------------------- |
| 1            | 1            | "Pilot" "(Piloto)" (BR)                                                  | David Nutter    | História por : Greg Berlanti & Marc Guggenheim Roteiro por : Andrew Kreisberg & Marc Guggenheim  | 10 de outubro de 2012   | 4.14                |
| 2            | 2            | "Honor Thy Father" "(Honra Teu Pai)" (BR)                                | David Barrett   | História por : Greg Berlanti & Marc Guggenheim Roteiro por : Andrew Kreisberg & Marc Guggenheim  | 17 de outubro de 2012   | 3.55                |
| 3            | 3            | "Lone Gunmen" "(Pistoleiros Solitários)" (BR)                            | Guy Bee         | História por : Greg Berlanti & Andrew Kreisberg Roteiro por : Marc Guggenheim & Andrew Kreisberg | 24 de outubro de 2012   | 3.51                |
| 4            | 4            | "An Innocent Man" "(Um Homem Inocente)" (BR)                             | Vince Misiano   | Moira Kirland & Lana Cho                                                                         | 31 de outubro de 2012   | 3.05                |
| 5            | 5            | "Damaged" "(Danificado)" (BR)                                            | Michael Schultz | Wendy Mericle & Ben Sokolowski                                                                   | 7 de novembro de 2012   | 3.75                |
| 6            | 6            | "Legacies" "(Legados)" (BR)                                              | John Behring    | Moira Kirland & Marc Guggenheim                                                                  | 14 de novembro de 2012  | 3.83                |
| 7            | 7            | "Muse of Fire" "(Musa de Fogo)" (BR)                                     | David Grossman  | História por : Andrew Kreisberg Roteiro por : Geoff Johns & Marc Guggenheim                      | 28 de novembro de 2012  | 3.74                |
| 8            | 8            | "Vendetta" "(Vendeta)" (BR)                                              | Ken Fink        | Beth Schwartz & Andrew Kreisberg                                                                 | 5 de dezembro de 2012   | 3.35                |
| 9            | 9            | "Year's End" "(Fim de Ano)" (BR)                                         | John Dahl       | História por : Greg Berlanti & Marc Guggenheim Roteiro por : Andrew Kreisberg & Marc Guggenheim  | 12 de dezembro de 2012  | 3.11                |
| 10           | 10           | "Burned" "(Queimado)" (BR)                                               | Eagle Egilsson  | Moira Kirland & Ben Sokolowski                                                                   | 16 de janeiro de 2013   | 3.06                |
| 11           | 11           | "Trust But Verify" "(Confie, Mas Verifique)" (BR)                        | Nick Copus      | Gabrielle Stanton                                                                                | 23 de janeiro de 2013   | 3.14                |
| 12           | 12           | "Vertigo" "(Vertigo)" (BR)                                               | Wendey Stanzler | Wendy Mericle & Ben Sokolowski                                                                   | 30 de janeiro de 2013   | 2.97                |
| 13           | 13           | "Betrayal" "(Traição)" (BR)                                              | Guy Bee         | Lana Cho & Beth Schwartz                                                                         | 6 de fevereiro de 2013  | 2.96                |
| 14           | 14           | "The Odyssey" "(A Odisseia)" (BR)                                        | John Behring    | História por : Greg Berlanti & Andrew Kreisberg Roteiro por : Andrew Kreisberg & Marc Guggenheim | 13 de fevereiro de 2013 | 3.29                |
| 15           | 15           | "Dodger" "(Habilidoso)" (BR)                                             | Eagle Egilsson  | Beth Schwartz                                                                                    | 20 de fevereiro de 2013 | 3.15                |
| 16           | 16           | "Dead to Rights" "(No Flagra)" (BR)                                      | Glen Winter     | Geoff Johns                                                                                      | 27 de fevereiro de 2013 | 3.17                |
| 17           | 17           | "The Huntress Returns" "(A Caçadora Retorna)" (BR)                       | Guy Bee         | Jake Coburn & Lana Cho                                                                           | 20 de março de 2013     | 3.02                |
| 18           | 18           | "Salvation" "(Salvação)" (BR)                                            | Nick Copus      | Drew Z. Greenberg & Wendy Mericle                                                                | 27 de março de 2013     | 2.65                |
| 19           | 19           | "Unfinished Business" "(Negócios Inacabados)" (BR)                       | Michael Offer   | Bryan Q. Miller & Lindsey Allen                                                                  | 3 de abril de 2013      | 2.92                |
| 20           | 20           | "Home Invasion" "(Invasão de Domicílio)" (BR)                            | Ken Fink        | Ben Sokolowski & Beth Schwartz                                                                   | 24 de abril de 2013     | 3.10                |
| 21           | 21           | "The Undertaking" "(A Empresa)" (BR)                                     | Michael Shultz  | Jake Coburn & Lana Cho                                                                           | 1 de maio de 2013       | 2.89                |
| 22           | 22           | "Darkness on the Edge of Town" "(Escuridão na Fronteira da Cidade)" (BR) | John Behring    | Drew Z. Greenberg & Wendy Mericle                                                                | 8 de maio de 2013       | 2.62                |
| 23           | 23           | "Sacrifice" "(Sacrifício)" (BR)                                          | David Barrett   | História por : Greg Berlanti Roteiro por : Marc Guggenheim & Andrew Kreisberg                    | 15 de maio de 2013      | 2.77                |

### 2ª temporada (2013–2014)
| N.º na série | N.º na temp. | Título                                                               | Dirigido por     | Escrito por                                                                                  | Exibição original       | Audiência (milhões) |
| ------------ | ------------ | -------------------------------------------------------------------- | ---------------- | -------------------------------------------------------------------------------------------- | ----------------------- | ------------------- |
| 24           | 1            | "City of Heroes" "(Cidade de Heróis)" (BR)                           | John Bering      | História por : Greg Berlanti Roteiro por : Andrew Kreisberg & Marc Guggenheim                | 9 de outubro de 2013    | 2.74                |
| 25           | 2            | "Identity" "(Identidade)" (BR)                                       | Nick Copus       | Ben Sokolowski & Beth Schwartz                                                               | 16 de outubro de 2013   | 3.06                |
| 26           | 3            | "Broken Dolls" "(Bonecas Despedaçadas)" (BR)                         | Glen Winter      | Marc Guggenheim & Keto Shimizu                                                               | 23 de outubro de 2013   | 2.89                |
| 27           | 4            | "Crucible" "(Prova Severa)" (BR)                                     | Eagle Egilsson   | Andrew Kreisberg & Wendy Mericle                                                             | 30 de outubro de 2013   | 2.37                |
| 28           | 5            | "League of Assassins" "(Liga dos Assassinos)" (BR)                   | Wendey Stanzler  | Jake Coburn & Drew Z. Greenberg                                                              | 6 de novembro de 2013   | 2.80                |
| 29           | 6            | "Keep Your Enemies Closer" "(Mantenha Seus Inimigos por Perto)" (BR) | Guy Bee          | Ben Sokolowski & Beth Schwartz                                                               | 13 de novembro de 2013  | 3.09                |
| 30           | 7            | "State v. Queen" "(Estado v. Queen)" (BR)                            | Bethany Rooney   | Marc Guggenheim & Drew Z. Greenberg                                                          | 20 de novembro de 2013  | 2.66                |
| 31           | 8            | "The Scientist" "(O Cientista)" (BR)                                 | Michael Schultz  | História por : Greg Berlanti & Andrew Kreisberg Roteiro por : Andrew Kreisberg & Geoff Johns | 4 de dezembro de 2013   | 3.24                |
| 32           | 9            | "Three Ghosts" "(Três Fantasmas)" (BR)                               | John Bering      | História por : Greg Berlanti & Andrew Kreisberg Roteiro por : Geoff Johns & Ben Sokolowski   | 11 de dezembro de 2013  | 3.02                |
| 33           | 10           | "Blast Radius" "(Raio de Explosão)" (BR)                             | Rob Hardy        | Jake Coburn & Keto Shimizu                                                                   | 15 de janeiro de 2014   | 2.52                |
| 34           | 11           | "Blind Spot" "(Ponto Cego)" (BR)                                     | Glen Winter      | Wendy Mericle & Beth Schwartz                                                                | 22 de janeiro de 2014   | 2.49                |
| 35           | 12           | "Tremors" "(Tremores)" (BR)                                          | Guy Bee          | Marc Guggenheim & Drew Z. Greenberg                                                          | 29 de janeiro de 2014   | 2.95                |
| 36           | 13           | "Heir to the Demon" "(A Herdeira do Demônio)" (BR)                   | Wendey Stanzler  | Jake Coburn                                                                                  | 5 de fevereiro de 2014  | 2.86                |
| 37           | 14           | "Time of Death" "(Hora da Morte)" (BR)                               | Nick Copus       | Wendy Mericle & Beth Schwartz                                                                | 26 de fevereiro de 2014 | 2.45                |
| 38           | 15           | "The Promise" "(A Promessa)" (BR)                                    | Glen Winter      | Jake Coburn & Ben Sokolowski                                                                 | 5 de março de 2014      | 2.21                |
| 39           | 16           | "Suicide Squad" "(Esquadrão Suicida)" (BR)                           | Larry Teng       | Keto Shimizu & Bryan Q. Miller                                                               | 19 de março de 2014     | 2.42                |
| 40           | 17           | "Birds of Prey" "(Aves de Rapina)" (BR)                              | John Bering      | Mark Bemesderfer & A.C. Bradley                                                              | 26 de março de 2014     | 2.62                |
| 41           | 18           | "Deathstroke" "(O Exterminador)" (BR)                                | Guy Bee          | Marc Guggenheim & Drew Z. Greenberg                                                          | 2 de abril de 2014      | 2.32                |
| 42           | 19           | "The Man Under the Hood" "(O Homem Embaixo do Capuz)" (BR)           | Jesse Warn       | História por : Greg Berlanti & Geoff Johns Roteiro por : Andrew Kreisberg & Keto Shimizu     | 16 de abril de 2014     | 2.26                |
| 43           | 20           | "Seeing Red" "(Visto Vermelho)" (BR)                                 | Doug Aarniokoski | Wendy Mericle & Beth Schwartz                                                                | 23 de abril de 2014     | 2.19                |
| 44           | 21           | "City of Blood" "(Cidade de Sangue)" (BR)                            | Michael Schultz  | Holly Harold                                                                                 | 30 de abril de 2014     | 2.31                |
| 45           | 22           | "Streets of Fire" "(Ruas de Fogo)" (BR)                              | Nick Copus       | Jake Coburn & Ben Sokolowski                                                                 | 7 de maio de 2014       | 2.33                |
| 46           | 23           | "Unthinkable" "(Impensável)" (BR)                                    | John Bering      | História por : Greg Berlanti Roteiro por : Marc Guggenheim & Andrew Kreisberg                | 14 de maio de 2014      | 2.37                |

### 3ª temporada (2014–2015)
| N.º na série | N.º na temp. | Título                                                                            | Dirigido por     | Escrito por                                                                                     | Exibição original       | Audiência (milhões) |
| ------------ | ------------ | --------------------------------------------------------------------------------- | ---------------- | ----------------------------------------------------------------------------------------------- | ----------------------- | ------------------- |
| 47           | 1            | "The Calm" "(A Calmaria)" (BR)                                                    | Glen Winter      | História por : Greg Berlanti & Andrew Kreisberg Roteiro por : Marc Guggenheim & Jake Coburn     | 8 de outubro de 2014    | 2.83                |
| 48           | 2            | "Sara" "(Sara)" (BR)                                                              | Wendey Stanzler  | Jake Coburn & Keto Shimizu                                                                      | 15 de outubro de 2014   | 2.32                |
| 49           | 3            | "Corto Maltese" "(Corto Maltese)" (BR)                                            | Stephen Surjik   | Erik Oleson & Beth Schwartz                                                                     | 22 de outubro de 2014   | 2.55                |
| 50           | 4            | "The Magician" "(O Mago)" (BR)                                                    | John Behring     | Marc Guggenheim & Wendy Mericle                                                                 | 29 de outubro de 2014   | 2.49                |
| 51           | 5            | "The Secret Origin of Felicity Smoak" "(A Origem Secreta de Felicity Smoak)" (BR) | Michael Schultz  | Ben Sokolowski & Brian Ford Sullivan                                                            | 5 de novembro de 2014   | 2.73                |
| 52           | 6            | "Guilty" "(Culpado)" (BR)                                                         | Peter Leto       | Erik Oleson & Keto Shimizu                                                                      | 12 de novembro de 2014  | 2.60                |
| 53           | 7            | "Draw Back Your Bow" "(Abaixe Seu Arco)" (BR)                                     | Rob Hardy        | Wendy Mericle & Beth Schwartz                                                                   | 19 de novembro de 2014  | 2.64                |
| 54           | 8            | "The Brave and the Bold" "(O Valente e o Corajoso)" (BR)                          | Jesse Warn       | História por : Greg Berlanti & Andrew Kreisberg Roteiro por : Marc Guggenheim & Grainne Godfree | 3 de dezembro de 2014   | 3.92                |
| 55           | 9            | "The Climb" "(A Escalada)" (BR)                                                   | Thor Freudenthal | Jake Coburn & Keto Shimizu                                                                      | 10 de dezembro de 2014  | 3.06                |
| 56           | 10           | "Left Behind" "(Deixado Para Trás)" (BR)                                          | Glen Winter      | Marc Guggenheim & Erik Oleson                                                                   | 21 de janeiro de 2015   | 3.06                |
| 57           | 11           | "Midnight City" "(Cidade da Meia Noite)" (BR)                                     | Nick Copus       | Wendy Mericle & Ben Sokolowski                                                                  | 28 de janeiro de 2015   | 2.91                |
| 58           | 12           | "Uprising" "(Revolta)" (BR)                                                       | Jesse Warn       | Beth Schwartz & Brian Ford Sullivan                                                             | 4 de fevereiro de 2015  | 2.94                |
| 59           | 13           | "Canaries" "(Canários)" (BR)                                                      | Michael Schultz  | Jake Coburn & Emilio Ortega Aldrich                                                             | 11 de fevereiro de 2015 | 2.67                |
| 60           | 14           | "The Return" "(O Retorno)" (BR)                                                   | Dermott Downs    | Marc Guggenheim & Erik Oleson                                                                   | 18 de fevereiro de 2015 | 2.91                |
| 61           | 15           | "Nanda Parbat" "(Nanda Parbat)" (BR)                                              | Gregory Smith    | História por : Wendy Mericle & Ben Sokolowski Roteiro por : Erik Oleson & Ben Sokolowski        | 25 de fevereiro de 2015 | 3.07                |
| 62           | 16           | "The Offer" "(A Oferta)" (BR)                                                     | Dermott Downs    | Beth Schwartz & Brian Ford Sullivan                                                             | 18 de março de 2015     | 2.56                |
| 63           | 17           | "Suicidal Tendencies" "(Tendências Suicidas)" (BR)                                | Jesse Warn       | Keto Shimizu                                                                                    | 25 de março de 2015     | 2.86                |
| 64           | 18           | "Public Enemy" "(Inimigo Público)" (BR)                                           | Dwight Little    | Marc Guggenheim & Wendy Mericle                                                                 | 1 de abril de 2015      | 2.48                |
| 65           | 19           | "Broken Arrow" "(Flecha Quebrada)" (BR)                                           | Doug Aarniokoski | História por : Jake Coburn Roteiro por : Ben Sokolowski & Brian Ford Sullivan                   | 15 de abril de 2015     | 2.47                |
| 66           | 20           | "The Fallen" "(O Caído)" (BR)                                                     | Antonio Negret   | Wendy Mericle & Oscar Balderrama                                                                | 22 de abril de 2015     | 2.72                |
| 67           | 21           | "Al Sah-him" "(Al Sah-him)" (BR)                                                  | Thor Freudenthal | História por : Beth Schwartz Roteiro por : Brian Ford Sullivan & Emilio Ortega Aldrich          | 29 de abril de 2015     | 2.39                |
| 68           | 22           | "This Is Your Sword" "(Esta é a Sua Espada)" (BR)                                 | Wendey Stanzler  | História por : Erik Oleson Roteiro por : Ben Sokolowski & Brian Ford Sullivan                   | 6 de maio de 2015       | 2.54                |
| 69           | 23           | "My Name Is Oliver Queen" "(Meu Nome é Oliver Queen)" (BR)                        | John Behring     | História por : Greg Berlanti & Andrew Kreisberg Roteiro por : Marc Guggenheim & Jake Coburn     | 13 de maio de 2015      | 2.83                |

### 4ª temporada (2015–2016)
| N.º na série | N.º na temp. | Título                                               | Dirigido por         | Escrito por                                                                                        | Exibição original       | Audiência (milhões) |
| ------------ | ------------ | ---------------------------------------------------- | -------------------- | -------------------------------------------------------------------------------------------------- | ----------------------- | ------------------- |
| 70           | 1            | "Green Arrow" "(Arqueiro Verde)" (BR)                | Thor Freudenthal     | História por : Greg Berlanti & Beth Schwartz Roteiro por : Marc Guggenheim & Wendy Mericle         | 7 de outubro de 2015    | 2.67                |
| 71           | 2            | "The Candidate" "(O Candidato)" (BR)                 | John Behring         | Marc Guggenheim & Keto Shimizu                                                                     | 14 de outubro de 2015   | 2.50                |
| 72           | 3            | "Restoration" "(Restauração)" (BR)                   | Wendey Stanzler      | Wendy Mericle & Speed Weed                                                                         | 21 de outubro de 2015   | 2.40                |
| 73           | 4            | "Beyond Redemption" "(Além da Redenção)" (BR)        | Lexi Alexander       | Beth Schwartz & Ben Sokolowski                                                                     | 28 de outubro de 2015   | 2.64                |
| 74           | 5            | "Haunted" "(Assombrado)" (BR)                        | John Badham          | Brian Ford Sullivan & Oscar Balderrama                                                             | 4 de novembro de 2015   | 2.60                |
| 75           | 6            | "Lost Souls" "(Almas Perdidas)" (BR)                 | Antonio Negret       | Beth Schwartz & Emilio Ortega Aldrich                                                              | 11 de novembro de 2015  | 2.30                |
| 76           | 7            | "Brotherhood" "(Irmandade)" (BR)                     | James Bamford        | Speed Weed & Keto Shimizu                                                                          | 18 de novembro de 2015  | 2.69                |
| 77           | 8            | "Legends of Yesterday" "(Lendas de Ontem)" (BR)      | Thor Freudenthal     | História por : Greg Berlanti & Marc Guggenheim Roteiro por : Brian Ford Sullivan & Marc Guggenheim | 2 de dezembro de 2015   | 3.66                |
| 78           | 9            | "Dark Waters" "(Águas Negras)" (BR)                  | John Behring         | Wendy Mericle & Ben Sokolowski                                                                     | 9 de dezembro de 2015   | 2.82                |
| 79           | 10           | "Blood Debts" "(Dívidas de Sangue)" (BR)             | Jesse Warn           | Oscar Balderrama & Sarah Tarkoff                                                                   | 20 de janeiro de 2016   | 2.83                |
| 80           | 11           | "A.W.O.L." "(A.W.O.L.)" (BR)                         | Charlotte Brandström | Brian Ford Sullivan & Emilio Ortega Aldrich                                                        | 27 de janeiro de 2016   | 2.78                |
| 81           | 12           | "Unchained" "(Desacorrentado)" (BR)                  | Kevin Fair           | Speed Weed & Beth Schwartz                                                                         | 3 de fevereiro de 2016  | 2.48                |
| 82           | 13           | "Sins of the Father" "(Pecados do Pai)" (BR)         | Gordon Verheul       | Ben Sokolowski & Keto Shimizu                                                                      | 10 de fevereiro de 2016 | 2.44                |
| 83           | 14           | "Code of Silence" "(Código de Silêncio)" (BR)        | James Bamford        | Wendy Mericle & Oscar Balderrama                                                                   | 17 de fevereiro de 2016 | 2.44                |
| 84           | 15           | "Taken" "(Levado)" (BR)                              | Gregory Smith        | História por : Marc Guggenheim Roteiro por : Keto Shimizu & Brian Ford Sullivan                    | 24 de fevereiro de 2016 | 2.70                |
| 85           | 16           | "Broken Hearts" "(Corações Partidos)" (BR)           | John Showalter       | Rebecca Bellotto & Nolan Dunbar                                                                    | 23 de março de 2016     | 2.09                |
| 86           | 17           | "Beacon of Hope" "(Farol de Esperança)" (BR)         | Michael Schultz      | Ben Sokolowski & Brian Ford Sullivan                                                               | 30 de março de 2016     | 2.34                |
| 87           | 18           | "Eleven-Fifty-Nine" "(Onze e Cinquenta e Nove)" (BR) | Rob Hardy            | Marc Guggenheim & Keto Shimizu                                                                     | 6 de abril de 2016      | 2.24                |
| 88           | 19           | "Canary Cry" "(O Grito da Canário)" (BR)             | Laura Belsey         | Wendy Mericle & Beth Schwartz                                                                      | 27 de abril de 2016     | 2.27                |
| 89           | 20           | "Genesis" "(Gênesis)" (BR)                           | Gregory Smith        | Oscar Balderrama & Emilio Ortega Aldrich                                                           | 4 de maio de 2016       | 2.07                |
| 90           | 21           | "Monument Point" "(Monument Point)" (BR)             | Kevin Tancharoen     | Speed Weed & Jenny Lynn                                                                            | 11 de maio de 2016      | 2.16                |
| 91           | 22           | "Lost in the Flood" "(Perdido no Dilúvio)" (BR)      | Glen Winter          | Brian Ford Sullivan & Oscar Balderrama                                                             | 18 de maio de 2016      | 1.94                |
| 92           | 23           | "Schism" "(Cisma)" (BR)                              | John Behring         | História por : Greg Berlanti Roteiro por : Wendy Mericle & Marc Guggenheim                         | 25 de maio de 2016      | 2.19                |

### 5ª temporada (2016–2017)
| N.º na série | N.º na temp. | Título                                                      | Dirigido por     | Escrito por                                                                | Exibição original       | Audiência (milhões) |
| ------------ | ------------ | ----------------------------------------------------------- | ---------------- | -------------------------------------------------------------------------- | ----------------------- | ------------------- |
| 93           | 1            | "Legacy" "(Legado)" (BR)                                    | James Bamford    | História por : Greg Berlanti Roteiro por : Marc Guggenheim & Wendy Mericle | 5 de outubro de 2016    | 1.87                |
| 94           | 2            | "The Recruits" "(Os Recrutas)" (BR)                         | James Bamford    | Speed Weed & Beth Schwartz                                                 | 12 de outubro de 2016   | 1.94                |
| 95           | 3            | "A Matter of Trust" "(Uma Questão de Confiança)" (BR)       | Gregory Smith    | Ben Sokolowski & Emilio Ortega Aldrich                                     | 19 de outubro de 2016   | 1.79                |
| 96           | 4            | "Penance" "(Penitência)" (BR)                               | Dermott Downs    | Brian Ford Sullivan & Oscar Balderrama                                     | 26 de outubro de 2016   | 1.87                |
| 97           | 5            | "Human Target" "(Alvo Humano)" (BR)                         | Laura Belsey     | Oscar Balderrama & Sarah Tarkoff                                           | 2 de novembro de 2016   | 1.61                |
| 98           | 6            | "So It Begins" "(Assim Começa)" (BR)                        | John Behring     | Wendy Mericle & Brian Ford Sullivan                                        | 9 de novembro de 2016   | 1.95                |
| 99           | 7            | "Vigilante" "(Vigilante)" (BR)                              | Gordon Verheul   | Ben Sokolowski & Emilio Ortega Aldrich                                     | 16 de novembro de 2016  | 1.86                |
| 100          | 8            | "Invasion!" "(Invasão!)" (BR)                               | James Bamford    | História por : Greg Berlanti Roteiro por : Marc Guggenheim & Wendy Mericle | 30 de novembro de 2016  | 3.55                |
| 101          | 9            | "What We Leave Behind" "(O Que Deixamos Para Trás)" (BR)    | Antonio Negret   | Wendy Mericle & Beth Schwartz                                              | 7 de dezembro de 2016   | 1.94                |
| 102          | 10           | "Who Are You?" "(Quem é Você?)" (BR)                        | Gregory Smith    | Ben Sokolowski & Brian Ford Sullivan                                       | 25 de janeiro de 2017   | 1.68                |
| 103          | 11           | "Second Chances" "(Segundas Chances)" (BR)                  | Mark Bunting     | Speed Weed & Sarah Tarkoff                                                 | 1 de fevereiro de 2017  | 1.91                |
| 104          | 12           | "Bratva" "(Bratva)" (BR)                                    | Ben Bray         | Oscar Balderrama & Emilio Ortega Aldrich                                   | 8 de fevereiro de 2017  | 1.61                |
| 105          | 13           | "Spectre of the Gun" "(Espectro da Arma)" (BR)              | Kristin Windell  | Marc Guggenheim                                                            | 15 de fevereiro de 2017 | 1.66                |
| 106          | 14           | "The Sin-Eater" "(O Devorador de Pecados)" (BR)             | Mary Lambert     | Barbara Bloom & Jenny Lynn                                                 | 22 de fevereiro de 2017 | 1.54                |
| 107          | 15           | "Fighting Fire with Fire" "(Combate ao Fogo com Fogo)" (BR) | Michael Schultz  | Speed Weed & Ben Sokolowski                                                | 1 de março de 2017      | 1.60                |
| 108          | 16           | "Checkmate" "(Xeque-Mate)" (BR)                             | Ken Shane        | Beth Schwartz & Sarah Tarkoff                                              | 15 de março de 2017     | 1.53                |
| 109          | 17           | "Kapiushon" "(Kapiushon)" (BR)                              | Kevin Tancharoen | Brian Ford Sullivan & Emilio Ortega Aldrich                                | 22 de março de 2017     | 1.38                |
| 110          | 18           | "Disbanded" "(Dissolvido)" (BR)                             | JJ Makaro        | Rebecca Bellotto                                                           | 29 de março de 2017     | 1.55                |
| 111          | 19           | "Dangerous Liaisons" "(Ligações Perigosas)" (BR)            | Joel Novoa       | Speed Weed & Elizabeth Kim                                                 | 26 de abril de 2017     | 1.36                |
| 112          | 20           | "Underneath" "(Por Baixo)" (BR)                             | Wendey Stanzler  | Wendy Mericle & Beth Schwartz                                              | 3 de maio de 2017       | 1.36                |
| 113          | 21           | "Honor Thy Fathers" "(Honra Teus Pais)" (BR)                | Laura Belsey     | Marc Guggenheim & Sarah Tarkoff                                            | 10 de maio de 2017      | 1.65                |
| 114          | 22           | "Missing" "(Desaparecidos)" (BR)                            | Mairzee Almas    | Speed Weed & Oscar Balderrama                                              | 17 de maio de 2017      | 1.44                |
| 115          | 23           | "Lian Yu" "(Lian Yu)" (BR)                                  | Jesse Warn       | Wendy Mericle & Marc Guggenheim                                            | 24 de maio de 2017      | 1.72                |

### 6ª temporada (2017–2018)
| N.º na série | N.º na temp. | Título                                                            | Dirigido por       | Escrito por                                                                                    | Exibição original      | Audiência (milhões) |
| ------------ | ------------ | ----------------------------------------------------------------- | ------------------ | ---------------------------------------------------------------------------------------------- | ---------------------- | ------------------- |
| 116          | 1            | "Fallout" "(Recaída)" (BR)                                        | James Bamford      | Marc Guggenheim & Wendy Mericle                                                                | 12 de outubro de 2017  | 1.52                |
| 117          | 2            | "Tribute" "(Tributo)" (BR)                                        | Laura Belsey       | História por : Adam Schwartz Roteiro por : Marc Guggenheim & Beth Schwartz                     | 19 de outubro de 2017  | 1.51                |
| 118          | 3            | "Next of Kin" "(O Parente Mais Próximo)" (BR)                     | Kevin Tancharoen   | Speed Weed & Oscar Balderrama                                                                  | 26 de outubro de 2017  | 1.34                |
| 119          | 4            | "Reversal" "(Reversão)" (BR)                                      | Gregory Smith      | Sarah Tarkoff & Emilio Ortega Aldrich                                                          | 2 de novembro de 2017  | 1.33                |
| 120          | 5            | "Deathstroke Returns" "(O Exterminador Retorna)" (BR)             | Joel Novoa         | Ben Sokolowski & Spiro Skentzos                                                                | 9 de novembro de 2017  | 1.29                |
| 121          | 6            | "Promises Kept" "(Promessas Cumpridas)" (BR)                      | Antonio Negret     | Oscar Balderrama & Rebecca Bellotto                                                            | 16 de novembro de 2017 | 1.28                |
| 122          | 7            | "Thanksgiving" "(Ação de Graças)" (BR)                            | Gordon Verheul     | Wendy Mericle & Speed Weed                                                                     | 23 de novembro de 2017 | 1.09                |
| 123          | 8            | "Crisis on Earth-X, Part 2" "(Crise na Terra-X, Parte 2)" (BR)    | James Bamford      | História por : Marc Guggenheim & Andrew Kreisberg Roteiro por : Wendy Mericle & Ben Sokolowski | 27 de novembro de 2017 | 2.52                |
| 124          | 9            | "Irreconcilable Differences" "(Diferenças Irreconciliáveis)" (BR) | Laura Belsey       | Beth Schwartz & Sarah Tarkoff                                                                  | 7 de dezembro de 2017  | 1.30                |
| 125          | 10           | "Divided" "(Dividido)" (BR)                                       | James Bamford      | Ben Sokolowski & Emilio Ortega Aldrich                                                         | 18 de janeiro de 2018  | 1.38                |
| 126          | 11           | "We Fall" "(Nós Caímos)" (BR)                                     | Wendey Stanzler    | Speed Weed & Spiro Skentzos                                                                    | 25 de janeiro de 2018  | 1.38                |
| 127          | 12           | "All for Nothing" "(Tudo por Nada)" (BR)                          | Mairzee Almas      | Beth Schwartz & Oscar Balderrama                                                               | 1 de fevereiro de 2018 | 1.24                |
| 128          | 13           | "The Devil's Greatest Trick" "(O Grande Truque do Diabo)" (BR)    | JJ Makaro          | Sarah Tarkoff & Emilio Ortega Aldrich                                                          | 8 de fevereiro de 2018 | 1.30                |
| 129          | 14           | "Collision Course" "(Curso de Colisão)" (BR)                      | Ken Shane          | Oscar Balderrama & Rebecca Bellotto                                                            | 1 de março de 2018     | 1.11                |
| 130          | 15           | "Doppelganger" "(A Sósia)" (BR)                                   | Kristin Windell    | História por : Christos Gage & Ruth Fletcher Gage Roteiro por : Speed Weed                     | 8 de março de 2018     | 1.28                |
| 131          | 16           | "The Thanatos Guild" "(A Guilda de Thanatos)" (BR)                | Joel Novoa         | Beth Schwartz & Ben Sokolowski                                                                 | 29 de março de 2018    | 1.12                |
| 132          | 17           | "Brothers in Arms" "(Irmãos Armados)" (BR)                        | Mark Bunting       | Sarah Tarkoff & Jeane Wong                                                                     | 5 de abril de 2018     | 0.87                |
| 133          | 18           | "Fundamentals" "(Os Fundamentos)" (BR)                            | Ben Bray           | Speed Weed & Emilio Ortega Aldrich                                                             | 12 de abril de 2018    | 1.06                |
| 134          | 19           | "The Dragon" "(O Dragão)" (BR)                                    | Gordon Verheul     | Spiro Skentzos & Elizabeth Kim                                                                 | 19 de abril de 2018    | 0.96                |
| 135          | 20           | "Shifting Allegiances" "(Trocando Alianças)" (BR)                 | Alexandra La Roche | Wendy Mericle & Rebecca Bellotto                                                               | 26 de abril de 2018    | 0.87                |
| 136          | 21           | "Docket No. 11-19-41-73" "(Processo de Nº 11-19-41-73)" (BR)      | Andi Armaganian    | História por : Marc Guggenheim Roteiro por : Ubah Mohamed & Tyron B. Carter                    | 3 de maio de 2018      | 1.10                |
| 137          | 22           | "The Ties That Bind" "(Os Laços Que Se Unem)" (BR)                | Tara Miele         | Ben Sokolowski & Oscar Balderrama                                                              | 10 de maio de 2018     | 1.00                |
| 138          | 23           | "Life Sentence" "(Sentença de Vida)" (BR)                         | James Bamford      | Wendy Mericle & Marc Guggenheim                                                                | 17 de maio de 2018     | 1.35                |

### 7ª temporada (2018–2019)
| N.º na série | N.º na temp. | Título                                                      | Dirigido por       | Escrito por                                                                     | Exibição original       | Audiência (milhões) |
| ------------ | ------------ | ----------------------------------------------------------- | ------------------ | ------------------------------------------------------------------------------- | ----------------------- | ------------------- |
| 139          | 1            | "Inmate 4587" "(Detento 4587)" (BR)                         | James Bamford      | Beth Schwartz & Oscar Balderrama                                                | 15 de outubro de 2018   | 1.43                |
| 140          | 2            | "The Longbow Hunters" "(Os Caçadores do Arco Longo)" (BR)   | Laura Belsey       | Jill Blankenship & Rebecca Bellotto                                             | 22 de outubro de 2018   | 1.18                |
| 141          | 3            | "Crossing Lines" "(Passando dos Limites)" (BR)              | Gordon Verheul     | História por : Elizabeth Kim Roteiro por : Onalee Hunter Hughes & Sarah Tarkoff | 29 de outubro de 2018   | 1.15                |
| 142          | 4            | "Level Two" "(Nível Dois)" (BR)                             | Ben Bray           | Emilio Ortega Aldrich & Tonya Kong                                              | 5 de novembro de 2018   | 1.08                |
| 143          | 5            | "The Demon" "(O Demônio)" (BR)                              | Mark Bunting       | Benjamin Raab & Deric A. Hughes                                                 | 12 de novembro de 2018  | 1.26                |
| 144          | 6            | "Due Process" "(Devido Processo)" (BR)                      | Kristin Windell    | Sarah Tarkoff & Tonya Kong                                                      | 19 de novembro de 2018  | 1.03                |
| 145          | 7            | "The Slabside Redemption" "(A Redenção de Slabside)" (BR)   | James Bamford      | Jill Blankenship & Rebecca Bellotto                                             | 26 de novembro de 2018  | 1.31                |
| 146          | 8            | "Unmasked" "(Desmascarado)" (BR)                            | Alexandra La Roche | Oscar Balderrama & Beth Schwartz                                                | 3 de dezembro de 2018   | 1.35                |
| 147          | 9            | "Elseworlds, Part 2" "(Outros Mundos, Parte 2)" (BR)        | James Bamford      | História por : Caroline Dries Roteiro por : Marc Guggenheim                     | 10 de dezembro de 2018  | 2.06                |
| 148          | 10           | "My Name Is Emiko Queen" "(Meu Nome é Emiko Queen)" (BR)    | Andi Armaganian    | Benjamin Raab & Deric A. Hughes                                                 | 21 de janeiro de 2019   | 1.22                |
| 149          | 11           | "Past Sins" "(Pecados Passados)" (BR)                       | David Ramsey       | Onalee Hunter Hughes & Tonya Kong                                               | 28 de janeiro de 2019   | 1.18                |
| 150          | 12           | "Emerald Archer" "(Arqueiro Esmeralda)" (BR)                | Glen Winter        | Marc Guggenheim & Emilio Ortega Aldrich                                         | 4 de fevereiro de 2019  | 1.07                |
| 151          | 13           | "Star City Slayer" "(O Assassino de Star City)" (BR)        | Gregory Smith      | Beth Schwartz & Jill Blankenship                                                | 11 de fevereiro de 2019 | 1.09                |
| 152          | 14           | "Brothers & Sisters" "(Irmãos & Irmãs)" (BR)                | Marcus Stokes      | Rebecca Bellotto & Jeane Wong                                                   | 4 de março de 2019      | 0.89                |
| 153          | 15           | "Training Day" "(Dia de Treinamento)" (BR)                  | Ruba Nadda         | Emilio Ortega Aldrich & Rebecca Rosenberg                                       | 11 de março de 2019     | 1.02                |
| 154          | 16           | "Star City 2040" "(Star City 2040)" (BR)                    | James Bamford      | Beth Schwartz & Oscar Balderrama                                                | 18 de março de 2019     | 1.00                |
| 155          | 17           | "Inheritance" "(Herança)" (BR)                              | Patia Prouty       | Sarah Tarkoff & Elizabeth Kim                                                   | 25 de março de 2019     | 1.01                |
| 156          | 18           | "Lost Canary" "(A Canário Perdida)" (BR)                    | Kristin Windell    | Jill Blankenship & Elisa Delson                                                 | 15 de abril de 2019     | 0.71                |
| 157          | 19           | "Spartan" "(Espartano)" (BR)                                | Avi Youabian       | Benjamin Raab & Deric A. Hughes                                                 | 22 de abril de 2019     | 0.71                |
| 158          | 20           | "Confessions" "(Confissões)" (BR)                           | Tara Miele         | Onalee Hunter Hughes & Emilio Ortega Aldrich                                    | 29 de abril de 2019     | 0.64                |
| 159          | 21           | "Living Proof" "(Prova Viva)" (BR)                          | Gordon Verheul     | Oscar Balderrama & Sarah Tarkoff                                                | 6 de maio de 2019       | 0.63                |
| 160          | 22           | "You Have Saved This City" "(Você Salvou Essa Cidade)" (BR) | James Bamford      | Beth Schwartz & Rebecca Bellotto                                                | 13 de maio de 2019      | 0.95                |

### 8ª temporada (2019–2020)
| N.º na série | N.º na temp. | Título | Dirigido por          | Escrito por                                                         | Exibição original      | Audiência (milhões) |
| ------------ | ------------ | --- | --------------------- | ------------------------------------------------------------------- | ---------------------- | ------------------- |
| 161          | 1            | "Starling City" "(Starling City)" (BR)                                                                            | James Bamford         | Beth Schwartz & Marc Guggenheim                                     | 15 de outubro de 2019  | 0.84                |
| 162          | 2            | "Welcome to Hong Kong" "(Bem-Vindo a Hong Kong)" (BR)                                                             | Antonio Negret        | Jill Blankenship & Sarah Tarkoff                                    | 22 de outubro de 2019  | 0.77                |
| 163          | 3            | "Leap of Faith" "(Salto de Fé)" (BR)                                                                              | Katie Cassidy Rodgers | Emilio Ortega Aldrich & Elizabeth Kim                               | 29 de outubro de 2019  | 0.76                |
| 164          | 4            | "Present Tense" "(Tempo Presente)" (BR)                                                                           | Kristin Windell       | Oscar Balderrama & Jeane Wong                                       | 5 de novembro de 2019  | 0.62                |
| 165          | 5            | "Prochnost" "(Prochnost)" (BR)                                                                                    | Laura Belsey          | Benjamin Raab & Deric A. Hughes                                     | 19 de novembro de 2019 | 0.74                |
| 166          | 6            | "Reset" "(Reiniciar)" (BR)                                                                                        | David Ramsey          | Onalee Hunter Hughes & Maya Houston                                 | 26 de novembro de 2019 | 0.79                |
| 167          | 7            | "Purgatory" "(Purgatório)" (BR)                                                                                   | James Bamford         | Rebecca Bellatto & Rebecca Rosenberg                                | 3 de dezembro de 2019  | 0.83                |
| 168          | 8            | "Crisis on Infinite Earths, Part 4" "(Crise nas Infinitas Terras, Parte 4)" (BR)                                  | Glen Winter           | Marc Guggenheim & Marv Wolfman                                      | 14 de janeiro de 2020  | 1.41                |
| 169          | 9            | "Green Arrow and the Canaries" "Livin' in the Future" "(Arqueira Verde e as Canários)" "(Vivendo no Futuro)" (BR) | James Bamford         | Beth Schwartz, Marc Guggenheim, Jill Blankenship e Oscar Balderrama | 21 de janeiro de 2020  | 0.89                |
| 170          | 10           | "Fadeout" "(O Fim)" (BR)                                                                                          | James Bamford         | Marc Guggenheim & Beth Schwartz                                     | 28 de janeiro de 2020  | 0.73                |

## Especiais
| N.º | Título                                      | Narrador       | Exibido entre                                            | Exibição original     | Audiência (milhões) |
| --- | ------------------------------------------- | -------------- | -------------------------------------------------------- | --------------------- | ------------------- |
| 1   | "Year One" "(Ano Um)"                       | John Barrowman | "Sacrifice" (S01E23) "City of Heroes" (S02E01)           | 2 de outubro de 2013  | 1.74                |
| 2   | "Hitting the Bullseye" "(Acertando o Alvo)" | ASA            | "Green Arrow & The Canaries" (S08E09) "Fadeout" (S08E10) | 28 de janeiro de 2020 | 0.63                |

## Mídia doméstica
| Temporada | Datas de lançamento de DVD | Datas de lançamento de DVD | Datas de lançamento de DVD | Datas de lançamento do Blu-ray | Datas de lançamento do Blu-ray |
| Temporada | Região 1                   | Região 2                   | Região 4                   | Região A                       | Região B                       |
| --------- | -------------------------- | -------------------------- | -------------------------- | ------------------------------ | ------------------------------ |
| 1         | 17 de setembro de 2013     | 23 de setembro de 2013     | 2 de outubro de 2013       | 17 de setembro de 2013         | 23 de setembro de 2013         |
| 2         | 16 de setembro de 2014     | 22 de setembro de 2014     | 3 de dezembro de 2014      | 16 de setembro de 2014         | 22 de setembro de 2014         |
| 3         | 22 de setembro de 2015     | 28 de setembro de 2015     | 23 de setembro de 2015     | 22 de setembro de 2015         | 28 de setembro de 2015         |
| 4         | 30 de agosto de 2016       | 5 de setembro de 2016      | 7 de setembro de 2016      | 30 de agosto de 2016           | 5 de setembro de 2016          |
| 5         | 19 de setembro de 2017     | 18 de setembro de 2017     | 9 de setembro de 2017      | 19 de setembro de 2017         | 18 de setembro de 2017         |
| 6         | 14 de agosto de 2018       | 3 de setembro de 2018      | 14 de agosto de 2018       | 14 de agosto de 2018           | 3 de setembro de 2018          |
| 7         | 20 de agosto de 2019       | 16 de setembro de 2019     | 21 de agosto de 2019       | 20 de agosto de 2019           | 16 de setembro de 2019         |
| 8         | 28 de abril de 2020        | 25 de maio de 2020         | 29 de abril de 2020        | 28 de abril de 2020            | 25 de maio de 2020             |